# سنگ‌چشم بیشه سینه‌نارنجی
سنگ‌چشم بیشه سینه‌نارنجی یا سنگ‌چشم بیشه سینه‌گوگردی (نام علمی: Chlorophoneus sulfureopectus) گونه‌ای از پرندگان تیرهٔ سنگ‌چشمان بیشه (Malaconotidae) است. پرنده دیگری به نام سنگ‌چشم بیشه براون نیز گاهی سنگ‌چشم بیشه سینه‌نارنجی نامیده می‌شود.

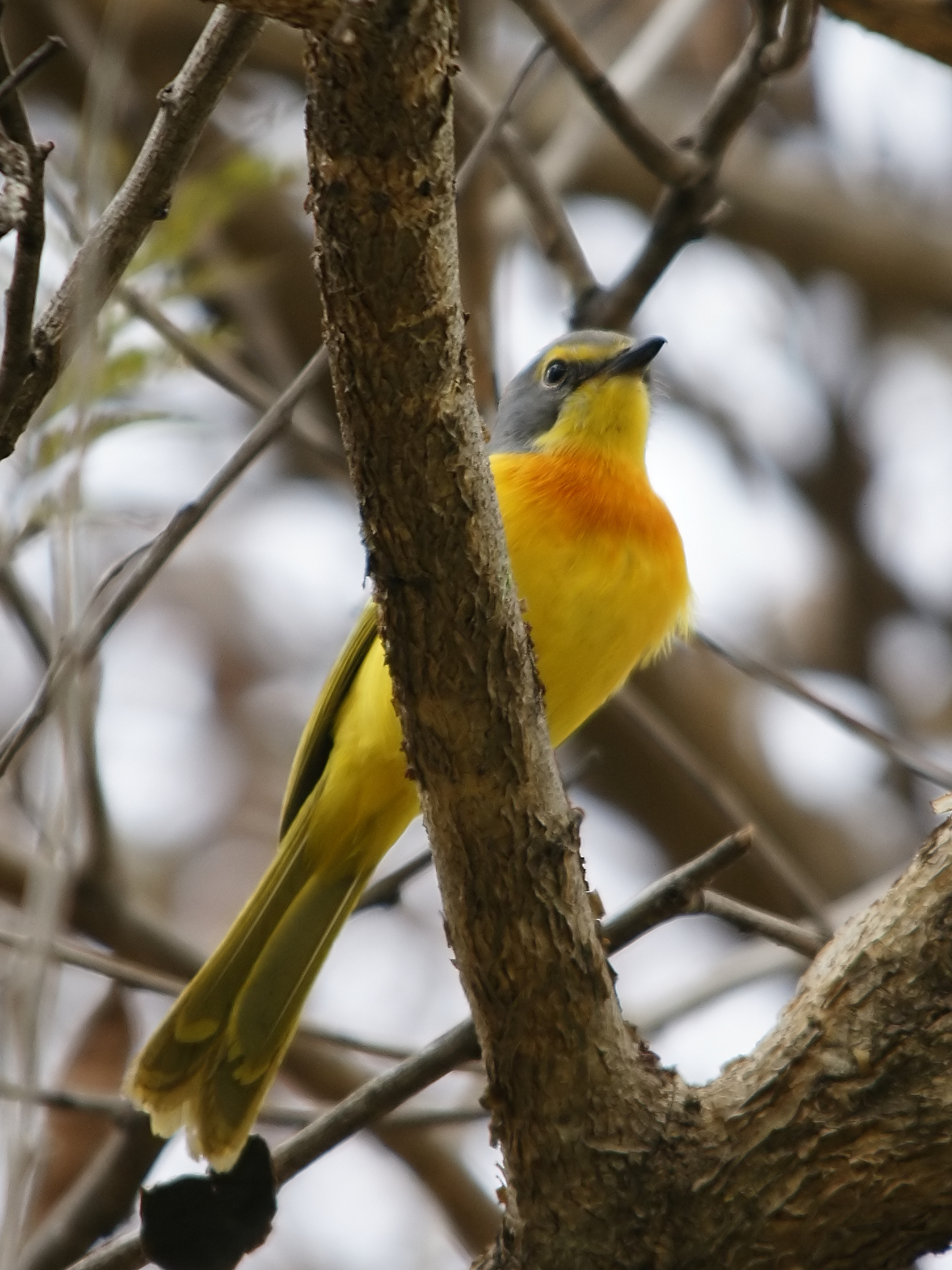
در زامبیا